# Sandra Schumacher
Sandra Schumacher (nascida em 25 de dezembro de 1966) é uma ex-ciclista olímpica alemã.
Schumacher representou sua nação na prova de corrida individual em estrada nos Jogos Olímpicos de Verão de 1984, em Los Angeles, onde conquistou uma medalha de bronze.